# 쿠르넬랴데류브레가트

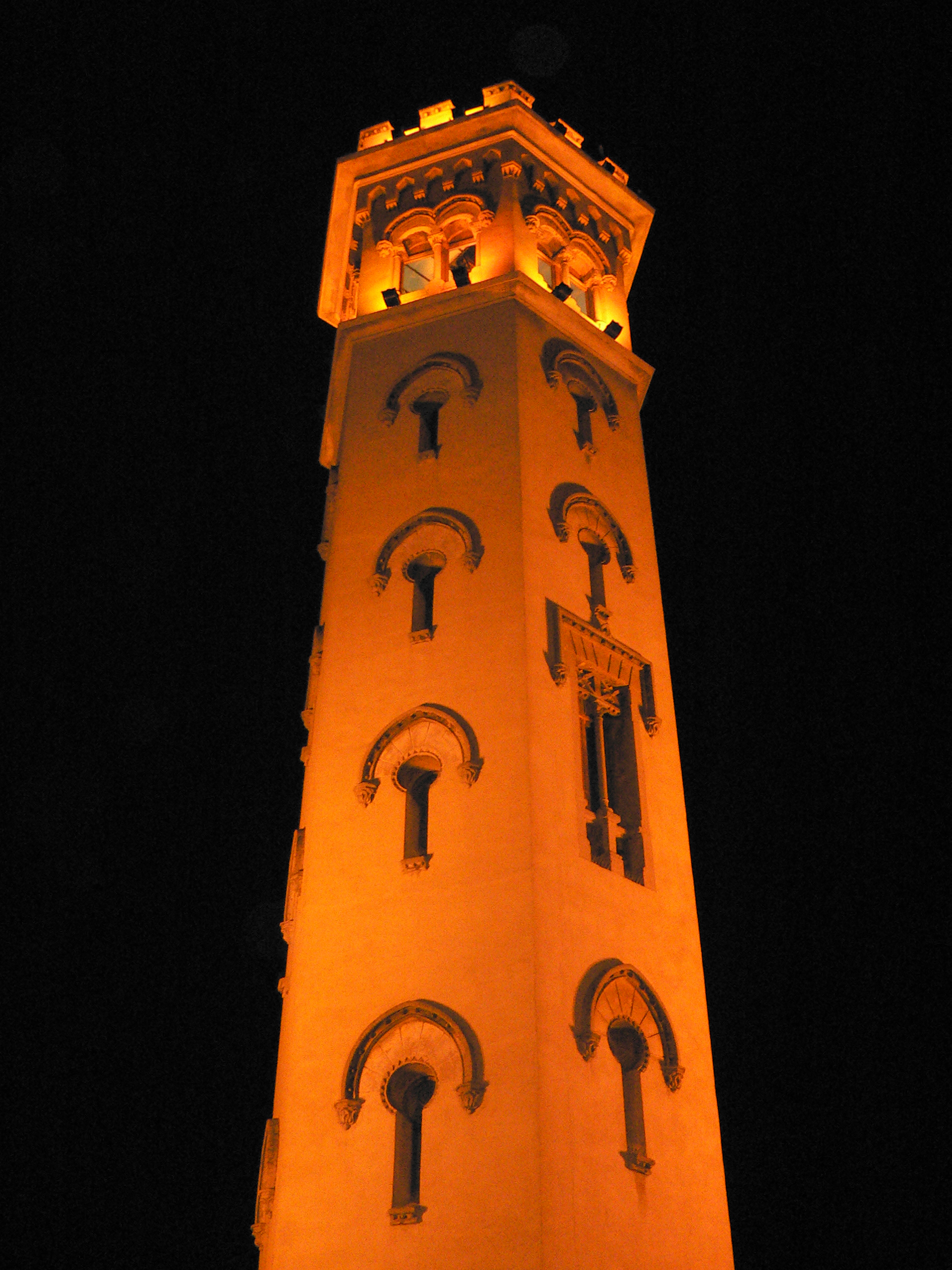
코르넬랴데료브레가트에 위치한 미란다 탑

쿠르넬랴데류브레가트(카탈루냐어: Cornellà de Llobregat)는 스페인 카탈루냐 지방 바르셀로나 주에 위치한 도시로 면적은 7.0km2, 높이는 27m, 인구는 86,072명(2016년 기준)이다.
바르셀로나 도시권의 남서부에 위치하며 료브레가트 강 좌안과 접한다. 라리가에 참가하고 있는 카탈루냐 지방의 축구 클럽 가운데 하나인 RCD 에스파뇰의 홈 구장인 RCDE 스타디움이 이 곳에 위치한다.

시 문장